# اوچنی
اوچنی (به مجاری: Őcsény) یک شهرداری در مجارستان است که در ناحیه سکسارد واقع شده‌است. اوچنی ۷۲٫۶ کیلومتر مربع مساحت و ۲٬۳۸۰ نفر جمعیت دارد.